# Glossosoma kerambos
Glossosoma kerambos is een schietmot uit de familie Glossosomatidae. De soort komt voor in het Oriëntaals gebied.